# Januariuskirche (Erdmannhausen)

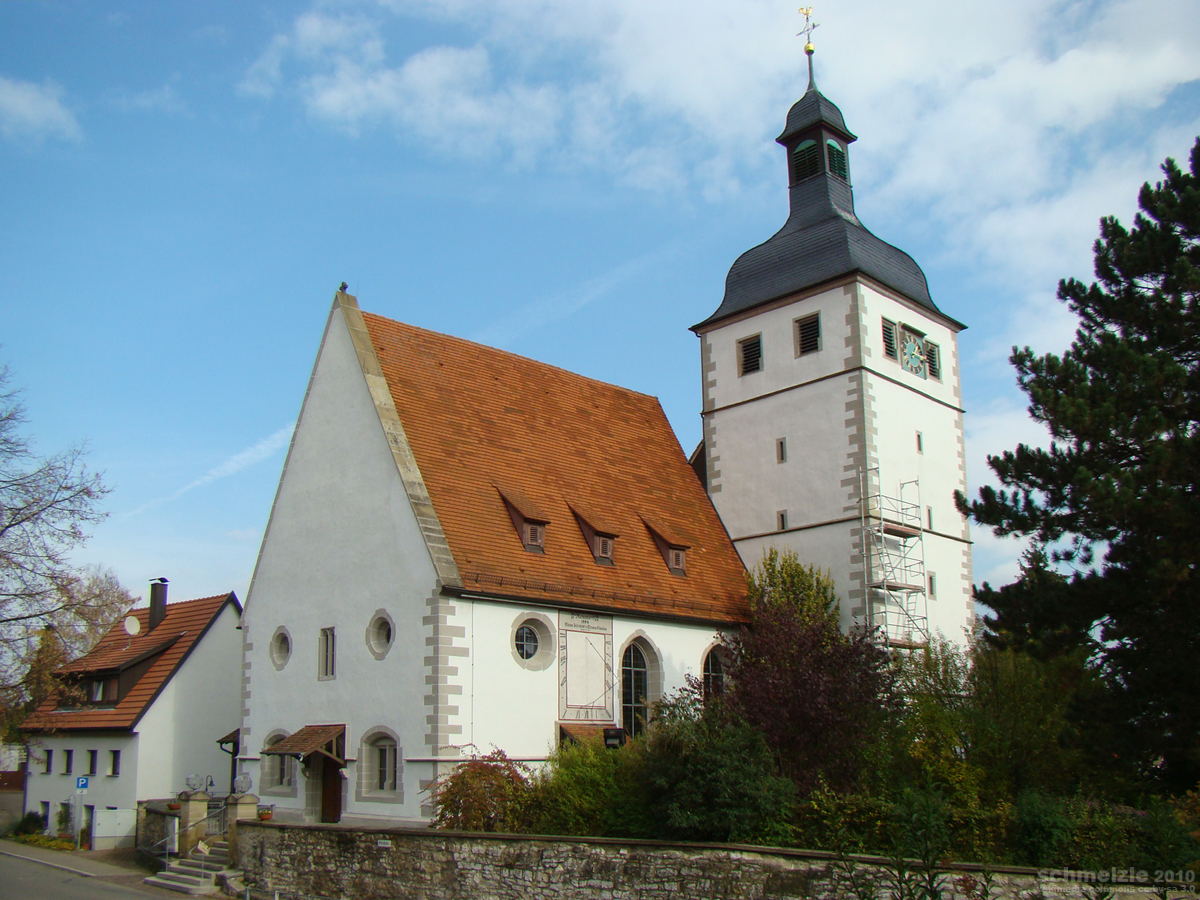
Januariuskirche in Erdmannhausen

Die evangelische Januariuskirche in Erdmannhausen ist mittelalterlichen Ursprungs und das Wahrzeichen des Ortes.

## Geschichte
Die Ursprünge der Januariuskirche liegen im Dunkeln. Ihr ältester Bauteil ist der hochmittelalterliche Turmstumpf, der mit seiner großen Grundfläche und den kleinen Fenstern  in Kriegszeiten sicherlich als schützender Rückzugsort für die dörfliche Bevölkerung gedient hat. Wenig später als der Turm dürfte im 13. Jahrhundert der Chor entstanden sein, für den bereits beim Bau des Turms bauliche Vorkehrungen getroffen wurden. Über das mittelalterliche Langhaus gibt es keine Erkenntnisse. Das heutige Langhaus wurde ab 1493 errichtet. Sein 1493 datierter Grundstein wurde 1994 bei der Neugestaltung des Kirchenvorplatzes unter der Südwestecke der Kirche aufgefunden.
Die Kirche unterstand ursprünglich dem Kloster Murrhardt. Von diesem ging sicher auch das Patrozinium des heiligen Januarius aus, zumal das Murrhardter Kloster über Reliquien des Heiligen verfügte und der Westchor der Murrhardter Klosterkirche einst der Januarius-Verehrung diente. Außer der Kirche in Erdmannhausen erhielt auch die Kirche in Oßweil, einem weiteren Murrhardter Besitz, das Januarius-Patrozinium. Die Kirche in Erdmannhausen kam im Zuge der Reformation und der Auflösung des Klosters Murrhardt unter württembergische Hoheit und wurde mit den Kirchen des Landes reformiert. Der erste reformatorische Pfarrer an der Januariuskirche war Peter Gscheidlin, der sich im Bauernkrieg 1525 auf die Seite der Bauern gestellt hat. Über die Pfarrer in Erdmannhausen vor der Reformation gibt es nur lückenhafte Aufzeichnungen, weil das Archiv des Klosters Murrhardt im Bauernkrieg verbrannte.
Den Dreißigjährigen Krieg scheint die Kirche ohne größere Schäden überdauert zu haben. 1661 erscheint sie erstmals in den örtlichen Archivalien, als lapidar bescheinigt wird: „die Kirch ist gut“. Das Pfarrhaus war jedoch vollständig niedergebrannt und die Pfarrstelle war von 1644 bis 1665 vakant.

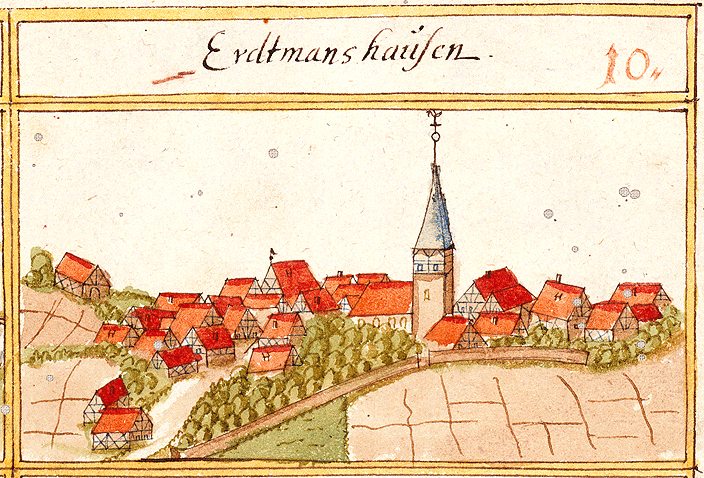
Erdmannhausen mit der Januariuskirche bei Andreas Kieser 1686

Nachdem 1677 der Zustand der Kirche ebenfalls nicht bemängelt wurde, wird 1684 die Baufälligkeit des Dachstuhls angemerkt. 1690 war der Dachstuhl wieder erneuert. 1702 hat man das Dach neu gedeckt und bemängelt, dass auch der Turm schadhaft sei. 1706 wurde die Kirche renoviert. Bis 1745 werden zumeist keine Mängel an der Kirche vermeldet. Zu jener Zeit war Johann Kaspar Bockshammer Pfarrer in Erdmannhausen. Er war zuvor Superintendent und Hofprediger beim Grafen von Spoeck in Mömpelgard gewesen.
1751 gab es Klagen darüber, dass die Kirche für die Zahl der Gemeindemitglieder zu klein geworden sei, woraufhin die Vergrößerung der Empore beschlossen wurde. 1754 wurde an der Sakristei gebaut. Von 1758 bis 1773 ist mehrmals vom einsturzgefährdeten Dach der Kirche die Rede, auch die Kirchenuhr und der Turm waren zu jener Zeit schadhaft. 1788 wurden die bleigefassten Fenster verändert, so dass mehr Licht in den Innenraum der Kirche drang. 1790 plante man die Vermehrung der Kirchenstühle, was aber bis 1797 noch nicht erfolgt war. Auch der baufällige Kirchturm blieb zunächst unrepariert, weil die hohen Abgaben der napoleonischen Kriege keine Finanzierung von Baumaßnahmen erlaubten. Erst 1801 wurde der Turm zur dringenden Gefahrenabwehr schließlich repariert und erhielt dabei statt des vorherigen Pyramidendaches seine heutige welsche Haube. 1802 und 1810 wurden kaputte Fenster erneuert. Das Reformationsfest 1817 brachte eine gründliche Reinigung der Kirche mit sich. Einige in diesem Zusammenhang geplante Reparaturen konnten aus Kostengründen jedoch nicht erfolgen.
Unter den Pfarrern des 19. Jahrhunderts ragt Friedrich Karl Ludwig Reichenbach hervor, der das Amt von 1808 bis 1839 versah. Er war ein Bruder der Malerin Ludovike Simanowiz. Eine weitere Schwester war Johanna Franziska Reichenbach, die dem Bruder in Erdmannhausen den Haushalt führte und zur ersten Ehrenbürgerin des Ortes ernannt wurde.
1831 musste eine gesprungene Glocke umgegossen werden. 1882 waren erneut Schäden am Dach des Kirchturms zu vermelden. 1909 wurde eine neue Kirchenuhr beschafft.
Im Ersten Weltkrieg mussten drei Glocken abgeliefert werden. Ersatz lieferte 1920 die Glockengießerei Bachert in Kochendorf (Bad Friedrichshall).
1924 fand eine umfassende Renovierung der Kirche statt. Dabei wurde die Orgel vom Chor auf die Empore versetzt. Bildhauer Dietl aus Sinsheim lieferte eine neue Kanzel, figürlichen Schmuck schuf Bildhauer Wolff aus Marbach am Neckar. Neue bunte Chorfenster kamen von den Glasmalern Jahn und Gaiser aus Stuttgart. Außerdem wurde neues Gestühl mit 450 Sitzplätzen aufgestellt.
Die Kirche verlor durch neuerliche Glockenablieferungen im Zweiten Weltkrieg abermals ihr Geläut. Drei neue Glocken mit Gewichten zwischen 278 und 658 kg wurden 1950 beschafft, 1965 kam als vierte Glocke noch die 1166 kg schwere Betglocke hinzu.
Eine neuerliche Sanierung der Kirche fand 1963 statt. 
Die letzte umfassende Renovierung der Kirche fand 1993/94 statt, wobei man sich auf konservatorische Maßnahmen und eine Neugestaltung der Außenanlagen beschränkte. Im Jahr 1997 wurde die Walcker-Orgel durch die überwiegend aus Spenden finanzierte Mühleisen-Orgel ersetzt.

## Beschreibung

### Architektur
Die Januariuskirche ist eine einschiffige Kirche mit eingezogenem, nach Osten ausgerichtetem gotischen Chor mit Rippengewölbe, an den nach Süden hin der wuchtige Kirchturm mit welscher Haube angebaut ist, dessen Untergeschoss als Sakristei dient.
Das Langhaus ist von einer hölzernen Kassettendecke überspannt. Links des Chorbogens und am Westgiebel ist eine zweiseitig umlaufende Empore eingezogen. Rechts des Chorbogens befindet sich ein gotischer Baldachin, der von einem Netzgewölbe überspannt ist, dessen Schlussstein farbig gefasst den Evangelisten Johannes mit einem Kelch zeigt. Der Baldachin überdachte in vorreformatorischer Zeit einst einen Seitenaltar und wird heute als Taufkapelle genutzt. Links des Chorbogens befand sich einst ein zweiter solcher Baldachin, der der Emporenerweiterung weichen musste. Sein Schlussstein, der die gekrönte Mara mit dem Jesuskind zeigt, blieb in der Kirche erhalten und wurde bei der nördlichen Empore in die Wand eingelassen.
Ein Eckstein der Außenwand fungiert als steinerne Chronik. In ihn sind verschiedene herausragende Ereignisse aus der Geschichte eingehauen, die die Menschen beschäftigten. So wird berichtet, dass 1517 ein Hageljahr war, dass sich 1525 der Bauernkrieg ereignete, dass es 1608 einen kalten Winter gab, dass 1570 und 1626 Pestjahre waren und dass 1634 die Schlacht bei Nördlingen tobte. Außerdem befindet sich die Jahreszahl 1564 ohne beigeordnetes Ereignis auf dem Stein. Die Südseite des Steins wurde in jüngerer Zeit um die Daten zu den beiden Weltkriegen ergänzt.

### Ausstattung
Der Taufstein in der Taufkapelle ist datiert 1494 und entstand damit unmittelbar nach dem Neubau des Langhauses. Der Abtsstab und der Buchstabe M bekünden die damalige Zugehörigkeit zum Kloster Murrhardt, das Wappen Württembergs und das Uracher Horn als Zeichen der Grafen von Württemberg-Mömpelgard bezeichnen die weltliche Herrschaft.
Die Kanzel der Kirche wurde 1924 von Bildhauer Dietl aus Sinsheim und Bildhauer Wolff aus Marbach geschaffen. Sie zeigt in den Brüstungsfeldern die vier Evangelisten Matthäus, Markus, Lukas und Johannes.
Zum Kirchenschatz gehört ein silberner Abendmahlskelch, den die Schwestern Johanna Reichenbach und Ludovike Simanowiz geb. Reichenbach 1827 stifteten. Außerdem besitzt die Kirche eine aus Zinn gearbeitete Hostiendose von 1719.

### Orgel

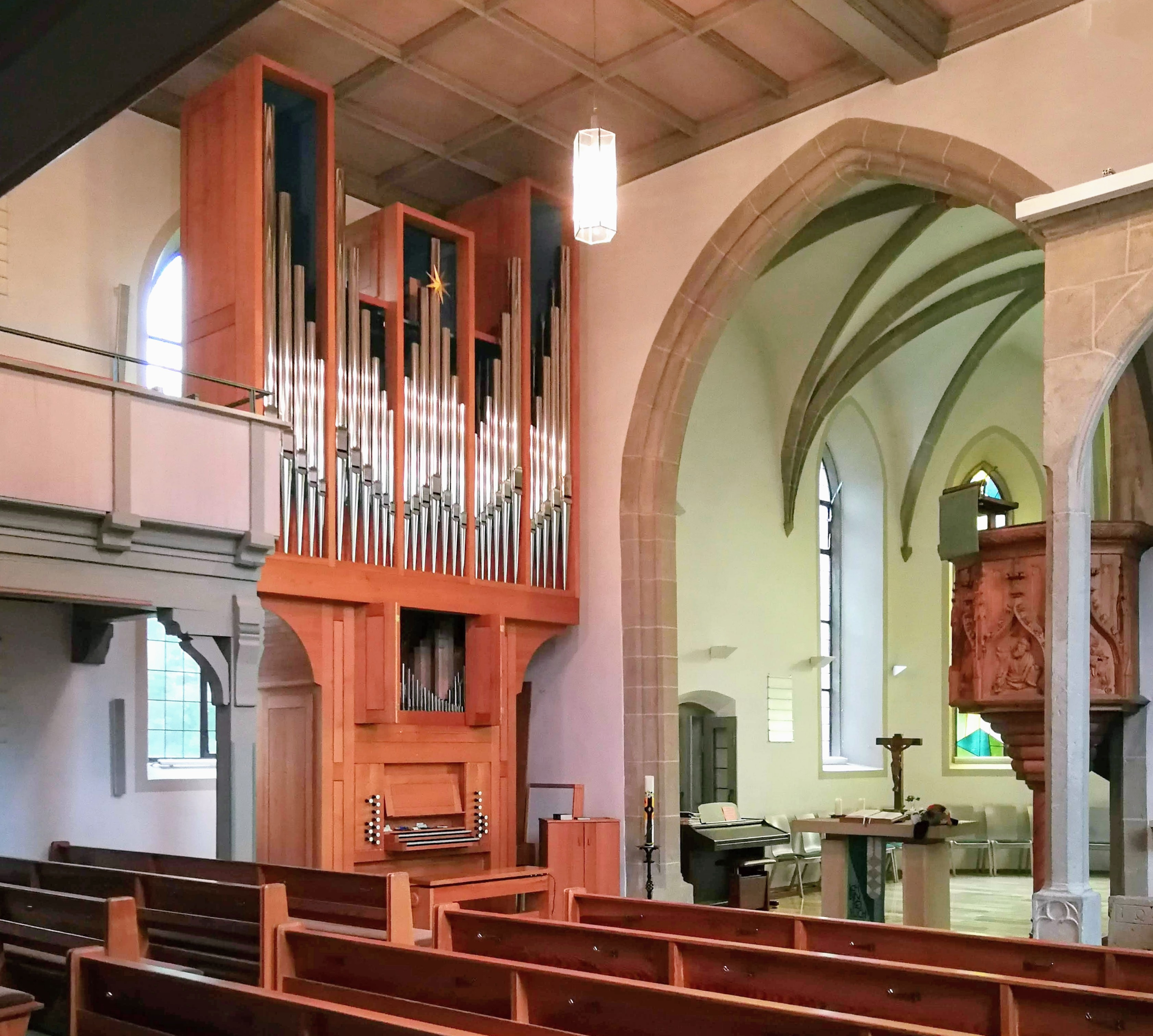
Innenraum mit Orgel

Die erste Orgel der Kirche wurde im Jahr 1741 auf einer Empore im Chorraum eingebaut. Sie wurde durch einen Neubau von 1865 ersetzt. Bei einer umfassenden Renovierung der Kirche im Jahr 1924 wurde diese Orgel vom Chor auf die Empore versetzt. Im Zuge einer weiteren Sanierung 1963 erhielt die Kirche eine neue Orgel von Walcker in Ludwigsburg. Das neue Instrument entstammte einer Serienbaureihe und war so groß, dass es nicht mehr auf der Empore aufgestellt werden konnte, sondern seinen Platz wieder im Chor der Kirche fand. Die Serienorgel war nach 45 Jahren so unbefriedigend, dass 2009 von Orgelbau Mühleisen ein neues Instrument gebaut und aufgestellt wurde. Dieses Werk hat 17 Register auf zwei Manualen und Pedal, die Trakturen sind mechanisch. Dieses Instrument passte wegen seiner Größe nicht mehr in den Chor und wurde daher vor dem Chorbogen auf der linken Seite aufgestellt.

### Glocken
Im Kirchturm hängt ein vierstimmiges Glockengeläut. Drei Glocken stammen aus der Glockengießerei Kurtz aus Stuttgart und wurden 1950 gegossen, die größte wurde 1965 von der Glockengießerei Rincker gegossen.
| Glocke | Name        | Gussjahr | Gewicht | Durchmesser | Schlagton | Inschrift*                               |
| ------ | ----------- | -------- | ------- | ----------- | --------- | ---------------------------------------- |
| 1      | Betglocke   | 1965     | 1166 kg | 123 cm      | e′        | O LAND, LAND, LAND, HÖRE DES HERRN WORT. |
| 2      | Totenglocke | 1950     | 658 kg  | 115 cm      | g′        | EHRE SEI GOTT IN DER HOEHE!              |
| 3      |             | 1950     | 476 kg  | 92 cm       | a′        | CHRISTUS IST MEIN LEBEN.                 |
| 4      | Taufglocke  | 1950     | 278 kg  | 76 cm       | c″        | WACHET UND BETET!                        |

* Die drei kleineren Glocken tragen zusätzlich die Inschrift ERDMANNHAUSEN 1950